# Dem Ersin und Börek Show
Dem Ersin und Börek Show oder kurz Ersin und Börek ist ein Webcomic und dazugehöriges Webangebot von 4LagigWeich GbR bzw. Jan H. Langbein, Björn Kimminus und Martin Kunze produziert. Das Format, welches 2001 online ging, erhielt 2004 den Grimme Online Award und wurde auch ins Fernsehen übernommen.

## Hauptpersonen
Die Hauptpersonen des Comics sind der 25-jährige, in Hamburg-Altona geborene Automechaniker Ersin und der in Istanbul geborene Hamburger Steuerfachberater Börek sowie ihr gemeinsamer Lieblingshund Doberpauli, ein Dobermann-Pit-Bull-und-noch-irgendetwas-Mischling. Daneben treten regelmäßig der Büsumer Krabbenkutterkapitän Bertram, der Neuköllner Diskothekenbesitzer mit Blondierungswahn Momme (eigentlich Mohammed) sowie die Diplom-Betriebswirtin Sarah und Langzeitstudentin Mayo auf.

## Inhalt
Die Beiträge der Hauptpersonen zu Medien und Gesellschaft bilden den inhaltlichen Kern des Webformats. „Ersin und Börek werben nicht nur für Kaffeebecher, sondern auch um Sympathie für ihre Freunde, etwa Bertram, den Krabbenkutterfahrer, der in der »Kochkajüte« die fachgerechte Dekonstruktion eines Hamburgers vorführt“ fasst die Grimmejurybegründung das Gesamtangebot der Ersin und Börek Show zusammen und lobt „ihre leichthändige und elegante Programmierung, ihren hohen Unterhaltungswert und die liebevoll entwickelten Charaktere“.

## Grimme Online Award
Die Grimmejury begründete die Verleihung des Grimme Online Awards an Ersin & Börek in der Sparte „Web-Media“ ausschlaggebend:
Was die Ersin und Börek Show von den vielen anderen Sites unterscheidet, auf denen ebenfalls virtuos mit Flash-Animationen umgegangen wird, ist das web-eigene Comic-Format, das in dieser Form noch nirgendwo zu sehen war,
Dabei war die Nominierung nach Juryinformationen durchaus umstritten.

## Ersin und Börek im Fernsehen
Der deutsche Privatsender TV.Berlin übernahm Ersin und Börek 2004 in sein Programm.

## Einzelbelege
1. ↑  Ersin & Börek. 4LagigWeich, archiviert vom Original am 29. Januar 2007; abgerufen am 19. Juni 2011.
2. 1 2  Grimme Online Award 2004 (Memento vom 4. Februar 2008 im Internet Archive)
3. ↑  Ersin & Börek. 4LagigWeich, archiviert vom Original am 24. November 2004; abgerufen am 19. Juni 2011.